# El paseo del mono
El paseo del mono (The Monkey Walk) es una obra de teatro de John Murray estrenada en 1975; el texto se publicó en 1977.

## Argumento
La obra nos presenta la historia de una joven socióloga llamada Maggie, bastante tímida, que de cara a la celebración de su matrimonio se preocupa dado su escaso saber en el arte doméstico. Un taxista llamado Brian convivirá con ella ese tiempo para realizar una especie de cursillo, amén de enseñarle las técnicas del amor, ya que, como se descubre, la joven jamás ha estado con un hombre. Entre los dos, como es lógico, nacerá una relación muy especial.

## Representaciones en España
- Teatro Valle-Inclan, Madrid, 4 de abril de 1975.
  - Dirección: José María Morera.
  - Escenografía: Enrique López y Jorge Cardells.
  - Intérpretes: Julita Martínez, Andrés Resino.

### Televisión
- 15 de enero de 1982, en el espacio Estudio 1, de TVE. Intérpretes: Isabel Tenaille, Juan Sala.